# Искушение Янсона
Искушение Янсона (швед. Janssons frestelse) — традиционное блюдо шведской кухни, запеканка из картофеля, лука, маринованных шпрот, панировочных сухарей и сливок. Обычно готовится к Рождеству, но может подаваться и в иные праздничные дни, например, на Пасху. Блюдо также распространено в Финляндии под названием Janssoninkiusaus.

## История
Согласно одной из версий, название происходит от фамилии оперного певца Пеле Янсона (1844—1889), считавшегося гурманом. Однако это наименование не было известно достаточно широко и спустя 40 лет после его смерти.
По другой версии, изложенной Гуннаром Стигмарком в газете Gastronomisk kalender, название было заимствовано матерью Стигмарка из фильма Janssons frestelse (1928), в котором снялся популярный актёр Эдвин Адольфсон, и, после вечеринки, оно распространилось сперва среди её подруг, а затем попало и в кулинарные книги.

## Способ приготовления
В смазанную маслом форму последовательно выкладываются слои нарезанного картофеля, лука, измельчённой рыбы и вновь картофеля; а затем наливаются сливки. Блюдо запекается при 200 °C около 30-60 минут.

## Варианты
То же блюдо, но с говяжьим фаршем вместо шпрот, также называется «Искушением», но на сей раз — Карлсона (швед. Karlssons frestelse), вегетарианский вариант — Янсона и, наконец, разновидность без шпрот — Хансона (или Свенсона).
В различных источниках упоминаются также незначительные модификации рецепта, например, посыпание панировочными сухарями и/или тёртым сыром, использование жидкости из рыбных консервов, различных специй и чеснока; запекание до полуготовности под крышкой с последующим подрумяниванием без неё и т. д.

## В популярной культуре
Блюдо упоминается в 4-й серии 1-го сезона мультсериала «Спецагент Арчер» («Killing Utne»), в которой русскому агенту Хельге Хюбш случайно досталась отравленная порция.